# Aston (Hertfordshire)
Pour les articles homonymes, voir Aston.
Aston est une paroisse civile et un village du Hertfordshire, en Angleterre.